# Archibaccharis serratifolia
Archibaccharis serratifolia  es una especie perteneciente a la familia Asteraceae. Se distribuye por las regiones montañosas de México y Centroamérica.

## Taxonomía
Archibaccharis serratifolia fue descrito por (Kunth) S.F.Blake y publicado en Contributions from the United States National Herbarium 26(5): 236. 1930.
Sinonimia
- Archibaccharis mucronata (Kunth) S.F.Blake
- Archibaccharis mucronata var. mucronata
- Archibaccharis mucronata var. paniculata (Donn.Sm.) S.F.Blake
- Baccharis micrantha Kunth
- Baccharis mucronata Kunth
- Baccharis serratifolia Kunth
- Diplostephium paniculatum Donn.Sm.
- Hemibaccharis mucronata (Kunth) S.F.Blake
- Hemibaccharis mucronata var. mucronata
- Hemibaccharis mucronata var. paniculata (Donn.Sm.) S.F.Blake[3]